# 南越盾
南越盾（越南语：／），是越南南部于1953年至1978年5月2日之间的流通货币，其面额包括盾和樞，其中1盾等于100樞。第一套南越盾在1953-1975年之间流通，越南南方共和國成立後，發行新貨幣解放盾（越南语：／），于1975年越南南方共和國接收南方后在越南南部流通。1978年5月2日，两越统一，南越盾正式停止流通。